# Енія
Е́нія (Enya), повне ім'я — Енія Патрісія Ні Бреннан (ірл. Eithne Pádraigín Ní Bhraonáin; МФА: [ˈɛnʲə pəˈtrɪʃə nʲiː ˈvˠɾˠiːn̪ˠaːnʲ]; нар. 17 травня 1961, Гвідор, Ірландія) — ірландська співачка та композиторка напрямку нью-ейдж, авторка музики до фільмів. Володарка чотирьох премій Греммі та авторка п'яти сольних альбомів. Проживає в замку Мандерлі в Дубліні, Ірландія.

## Біографія

### Ранні роки
Народилась 17 травня 1961 на північному заході Ірландії, у селі Dore Bartley, в області Ґвідор (ірл. Gweedore), у графстві Донеґал (ірл. Donegal). Середня дитина в родині — має четверо братів і чотирьох сестер, одна з яких відома співачка Моя Бреннан. Мати Еньї викладала музику в місцевій школі, батько володів місцевим пабом. Дітей заохочували до занять музикою. Енія стала брати уроки фортепіано й вивчати класичну музику.
У 1968 родина Бреннанів створює сімейний гурт, що виконує традиційну ірландську музику. Спочатку група називалася «An Clann As Dobhar», пізніше назва скорочується до Clannad. Після закінчення школи у 1980 до групи приєднується Енія, беручи участь у створенні двох альбомів: «Crann Ull» и «Fuaim» як вокалістка і клавішниця.

### Початок кар'єри
У 1982 покидає сімейний гурт і переїжджає до Дубліна, де з менеджером Нікі Райном, що раніше продюсував Clannad, починає сольну кар'єру.
У 1985 кінопродюсер Девід Патнем (David Puttnam) замовляє Бреннан написати музику до кінофільму «The Frog Prince» (1985), а в 1986 BBC замовляє їй музику для документального фільму про кельтську історію і культуру. Ця робота мала величезний успіх, окремі композиції з неї увійшли до новоствореного альбому «Enya».

### Сольні альбоми
В 1987 підписує контракт із Робом Дікінсом, головою Warner Music Uk. За його підтримки у 1988 виходить альбом «Watermark», проданий накладом понад 10 мільйонів примірників. Також слід відзначити сингл «Orinoco Flow», що став британським хітом.
Наступний альбом — «Shepherd Moons», що вийшов 1991 року, приніс співачці першу премію Ґреммі в номінації «Найкращий New Age альбом» (1993). Цей альбом також включає риси кельтської традиційної музики.
Наступні сольні альбоми Еньї також відзначеними преміями Ґреммі в цій номінації. Це — «The Memory of Trees», що вийшов 1995 року, (премія — в 1997), 2000 року «A Day Without Rain» (премія — в 2002), в 2005 — «Amarantine» (премія — в 2007).

### Кіномузика
У ці роки Енія також створює музику до кінофільмів — її твори звучать у фільмах «Green Card» (1990), «L.A. Story» (1991), «Далеко-далеко» (1992), «Sleepwalkers» (1992), «Toys» (1992), «Age Of Innocence» (1993), «Cry The Beloved Country» (1995) та «The Frog Prince».
Композиція Еньї May It Be звучить у блокбастері «Володар Перснів: Братерство Персня». За цю пісню у 2002 композиторка отримує премію Золотий глобус і Оскар в номінації «Найкраща оригінальна пісня». Також виборювала нагороди World Music Award в номінаціях «Найпродаваніша співачка», «Найпродаваніша співачка New Age», «Найпродаваніша ірландська співачка» і виграє нагороду «Найкращий поп-рок сингл» за «Only Time» в Echo Awards.

## Цікаві факти
На честь Еньї названо персонажку Enya the Hag, другорядну антагоністку в манзі і аніме JoJo's Bizzare Adventure: Stardust Crusaders.

## Дискографія

### Студійні альбоми
- Enya (1987)
- Watermark (1988)
- Shepherd Moons (1991)
- The Celts (1992)
- The Memory of Trees (1995)
- Paint the Sky with Stars (1997)
- A Day Without Rain (2000)
- Amarantine (2005)
- And Winter Came... (2008)
- The Very Best of Enya (2009)
- Dark Sky Island (2015)

### Саундтреки
- The Frog Prince (1985)
- The Celts" (1987)
- Green Card (1990)
- L.A. Story (1991)
- Far And Away (1992)
- Sleepwalkers (1992)
- Toys (1992)
- Age Of Innocence (1993)
- Cry The Beloved Country (1995)
- Themes FromCalmi Cuori Appassionati (2001)
- The Lord Of The Rings: The Fellowship Of The Ring (2001)

### Збірники
- Shepherd Moons & Moonshadows (1995)
- Watermark & Shepherd Moons (1996)
- The Enya Collection (1996)
- A Box Of Dreams (1997)
- Enya (1998)
- Only Time — The Collection (2002)
- Best Of (2005)

### Сингли
- I Want Tomorrow (1987)
- Orinoco Flow (1988)
- Evening Falls… (1988)
- Storms in Africa (1989)
- 6 Tracks EP (1989)
- Oiche Chiun ((Silent Night)" 1989)
- 3 Tracks EP (1990)
- Exile (1991)
- Caribbean Blue (1991)
- How Can I Keep (From Singing? 1991)
- Book of Days (1992)
- The Celts (1992)
- Marbles Halls (1994)
- The Christmas EP (1994)
- Anywhere Is (1995)
- On My Way Home (1996)
- Only If (1997)
- Orinoco Flow (1998)
- Only Time (2000)
- Wild Child (2001)
- Only Time (Remix) (2001)
- May it be (2002)
- Amarantine (2005)
- It's In the Rain (2006)
- Christmas Secrets EP (2006)
- Trains and Winter Rains (2008)
- White is in the Winter Night (2008)

### Відео збірки
- Moonshadows" (1991)
- The Video Collection" (2003)

### Книги
- «Biographies»
- «Sheet Music»
- «Music Books»
- «Piano Rolls and Disklavier Discs»

## Аудіо
- «How Can I Keep From Singing?»ⓘ (1991, фрагмент)
- "A Day Without Rain"ⓘ (2000, фрагмент)